# 猶太人博物館 (曼哈頓)
猶太人博物館（Jewish Museum）是美國紐約市的一座美術館，位於曼哈頓第五大道1109號。這座博物館是美國第一座猶太人博物館，也是世界最古老的現存猶太人博物館。博物館收藏展示超過3萬件展品，是以色列之外世界最大規模的猶太文化博物館。

## 外部連結
- 官方网站
- "Current Exhibitions" （页面存档备份，存于） at the Jewish Museum website
- "Past Exhibitions" （页面存档备份，存于） at the Jewish Museum website